# Perilissus concavus
Perilissus concavus är en stekelart som beskrevs av Barron 1992. Perilissus concavus ingår i släktet Perilissus och familjen brokparasitsteklar. Inga underarter finns listade i Catalogue of Life.